# Strange Fruits and Undiscovered Plants
Strange Fruits and Undiscovered Plants è il primo album in studio della band olandese DeWolff. È stato pubblicato sia come CD che come vinile. Il primo singolo tratto dall'album è Don't You Go Up the Sky ed è stato pubblicato nel giugno 2010. Sul lato B del singolo è presente White Dream, brano della band rock sperimentale The Use of Ashes.

## Tracce
1. Mountain – 4:29
2. Medicine – 4:34
3. Don't You Go Up the Sky – 4:18
4. Desert Night – 2:53
5. Wicked Moon – 3:17
6. Birth of the Ninth Sun – 7:41
7. Parloscope – 4:58
8. Fire Fills the Sky – 4:08
9. Red Sparks of the Morning Dusk – 3:27
10. Silver Lovemachine – 10:11
11. Leather God – 1:51

## Formazione
- Robin Piso - organo Hammond, Fender Rhodes, pianoforte elettrico, basso, seconda voce
- Luka van de Poel - batteria, percussioni, seconda voce
- Pablo van de Poel - chitarra, voce